# 阿图罗·米兰达
阿图罗·米兰达（西班牙語：Arturo Miranda，1971年1月19日—），加拿大男子跳水运动员。他曾代表加拿大参加2003年和2007年泛美运动会跳水比赛，获得一枚铜牌。他也曾参加2008年夏季奥运会。